# آلساندرو جنووزی
آلساندرو جنووِزی (ایتالیایی: Alessandro Genovesi؛ زادهٔ ۱۰ ژانویهٔ ۱۹۷۳) عکاس، کارگردان فیلم، بازیگر و فیلم‌نامه‌نویس اهل ایتالیا است.
از فیلم‌هایی که وی در آن نقش داشته‌است، می‌توان به پدر دوست‌داشتنی و بدترین هفته زندگی‌ام اشاره کرد.